# Districte de Jesús María
Jesús María és un districte de la província de Lima, Perú. És de classe mitjana, d'alta densitat t i normalment classificat a la part superior dels districtes amb millor qualitat de vida a Lima, només darrere els districtes de San Isidro i Miraflores.
Moltes "Casonas" (cases d'estil colonial grans) s'estan reemplaçant per apartaments d'alt nivell i condominis (especialment al voltant de l'àrea de El Campo de Marte a causa de la vista que tenen). Alguns més ben conservats són els que s'han adaptat com instal·lacions governamentals, com l'Ajuntament de Jesús María.
Mentre que el districte sempre contenia una zona comercial, últimament les àrees que eren exclusivament residencials han estat testimoni de cases que es converteixen en empreses petites com restaurants, centres de servei de còpia, bugaderies i cafès-Internet.
Jesús María està situat a 103 metres sobre el nivell del mar i fa frontera amb els districtes de Pueblo Libre i Breña a l'oest, Lima al nord i a l'est, Lince a l'est, i San Isidro i Magdalena del Mar al sud.

## Geografia
Les principals avingudes a Jesús María són Salaverry ,  Mariategui , i  San Felipe . Altres avingudes importants que demarquen els límits del districte són  Arenales ,  Brasil , i  28 de Julio .
Entre les avingudes Salaverry i San Felipe trobem el complex anomenat "Conjunto Residencial San Felipe". Quan es va acabar hom s'hi referia afectuosament com el "petit Nova York" perquè el complex incloïa unes quantes torres que, encara que no molt altes, dominaven l'skyline d'aquest districte principalment suburbà.
La Universidad del Pacífico, una de les universitats més prestigioses al país, és a Jesús María.
Un dels parcs més grans a la ciutat de Lima, El Campo de Marte, és situat a Jesús María. Hi ha un monument a la Guerra de 1942 entre el Perú i l'Equador.

## Clima
Estiu (Gener-Abril), màximes 26 a 30 °C, mínimes 20 a 23 °C, dies assolellats amb nits ennuvolades.
Hivern (Juny-Novembre) màximes 18 a 20 °C, mínimes 14 a 16 °C, normalment ennuvolat amb boira freqüent i plugim o pluja lleugera.
Humitat: Del 60% al 70% les tardes d'estiu, del 90% al 100% a l'hivern i de nit.